# Parque Nacional Bandipur
O Parque Nacional de Bandipur é um parque nacional localizado no estado indiano de Karnataka que foi criado em 1974 como uma reserva de tigres, sob o "Projeto Tigre". O parque já foi uma reserva de caça privada para um grande rei do Reino de Mysore e abrange uma área de 874 quilômetros quadrados, protegendo várias espécies de fauna ameaçadas de extinção na Índia. Ele possui a maior área protegida no sul da Índia e faz parte da Reserva da Biosfera Nilgiri juntamente com outros três parques, totalizando 2,183 quilômetros quadrados.

## História
Um rei do Reino de Mysore (também chamado de Maharaja) criou um santuário de 90 quilômetros quadrados em 1931 e o nomeou como Parque de Venugopala Wildlife. Junto a esse parque, foi criada uma reserva de tigres, sob o "Projeto Tigre", em 1973, aumentando cerca de 800 quilômetros quadrados para o Parque de Venugopala Wildlife.

## Biologia

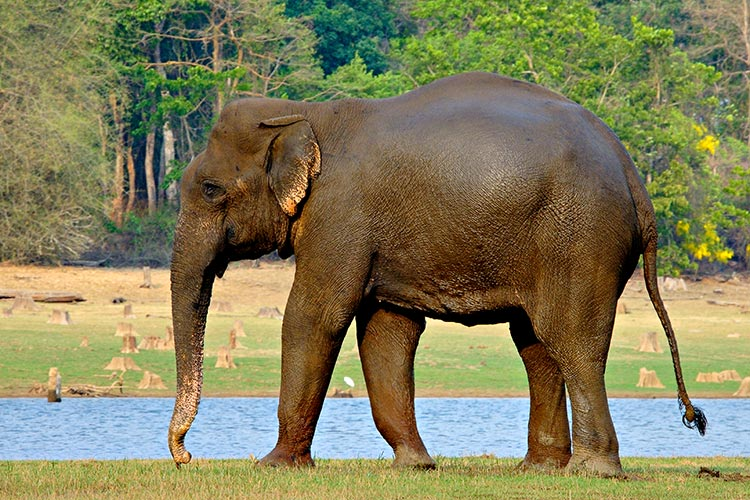
Elefante-indiano

### Flora
O parque de Bandipur contém uma ampla variedade de árvores de madeira, incluindo: Teca, Jacarandá, Sândalo, Terminalia tomentosa, Pterocarpus marsúpio, Dendrocalamus strictus, Bambusa arundinacea e Grewia tiliaefolia.
Também contém várias árvores de floração e frutificação notáveis, incluindo: Adina cordifolia, Emblica officinalis, lanceolata Lagerstroemia, Anogeissus latifolia, Terminalia chebula, Schleichera trijuga, Odina wodiar,Butea monosperma, Cassia fistula, Chloroxylon Swietenia, Acacia catechu, Shorea talura e Randia uliginosa.

### Fauna

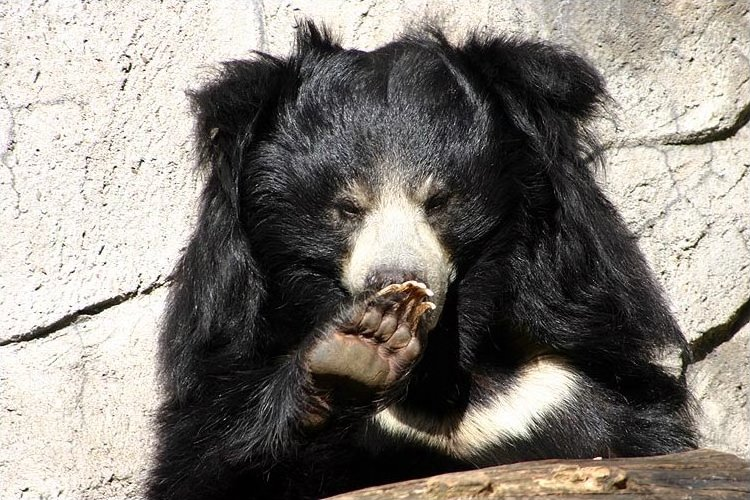
Urso-beiçudo

O parque também abriga várias espécies de animais que estão vulneráveis ou ameaçados de extinção. Dentre eles estão o Elefante-indiano, o Gauro, alguns Tigres, o Urso-beiçudo, o Crocodilo-persa, a Píton-indiana, o Antílope-de-quatro-cornos (Tetracerus quadricornis) e o Cão-selvagem-asiático. O parque também abriga uma grande diversidade de insetos

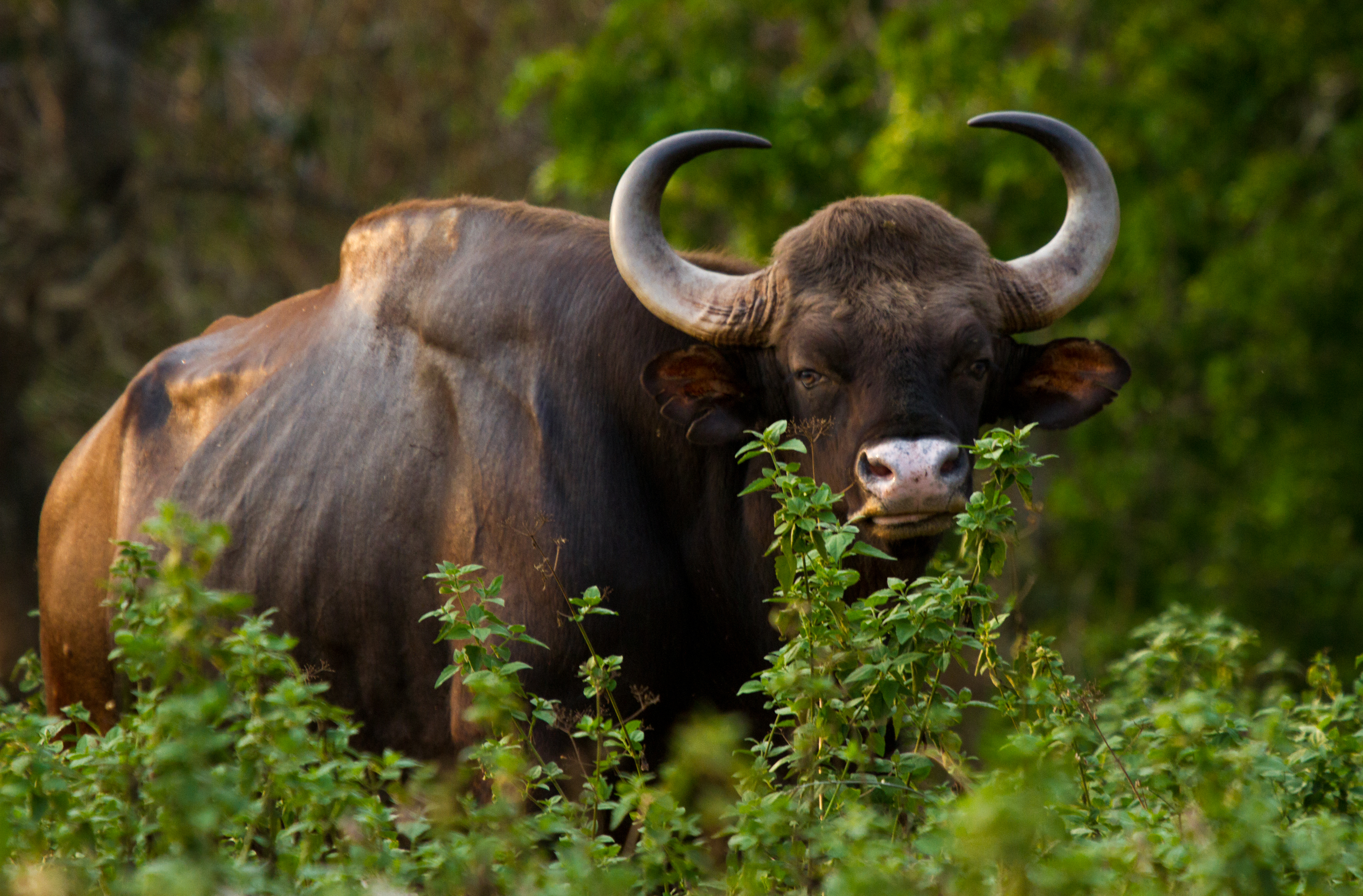
Gauro

## Ameaças
- Agricultores das 200 aldeias ao longo da reserva Bandipur, usam o vasto pasto do Parque Nacional para criação de gado e para a coleta de lenha e de outros produtos florestais. A reserva possui cerca de 150 mil bovinos. Há a possibilidade de uma possível transmissão de doenças dos bovinos para a vida selvagem, já que em 1968, um grande número de gauros foram mortos em um surto de peste bovina.

- Também algumas lantanas (espécie de arbustos) que foram plantadas no século XIX em alguns jardins da região, espalharam-se rapidamente à custa de outras mudas e ervas valiosas. Este arbusto é espinhoso, atrai mosquitos, não é comido por todos os herbívoros e sua rápida propagação causou o desaparecimento de outras espécies de fauna nativa, que é alimento básico para a vida selvagem.

- Elefantes que tradicionalmente migram de áreas secas para as zonas húmidas agora cada vez mais entram em contato com habitações humanas, e fazendas são frequentemente danificadas, pois a plantação de cana-de-açúcar os atrai.

- As Estradas Nacionais ( NH-67 ) e ( NH-212 ) que passam pelo Parque Nacional Bandipur, tem sido uma grande preocupação. Apesar das frequentes advertências que os funcionários do departamento florestal dão para os viajantes que passam por ali, veículos com excesso de velocidade matam muitos animais selvagens[3][4].

Esses fatores citados acima podem causar a extinção do habitat dos animais selvagens encontradas exclusivamente neste parque nacional.